# 1885 w literaturze
Wydarzenia literackie w 1885 roku.

## Nowe utwory
- polskojęzyczne
  - Adolf Abrahamowicz – Mąż z grzeczności (wspólnie z Ryszardem Ruszkowskim)[1]
  - Michał Bałucki – W żydowskich rękach[2]
  - Maria Konopnicka – Jak się dzieci w Bronowie z Rozalią bawiły
- obcojęzyczne
  - Jules Verne – Mateusz Sandorf (fr. Mathias Sandorf)
  - Émile Zola – Germinal
  - Henry Becque – Paryżanka

## Tłumaczenia
- Richard Francis Burton – Księga tysiąca i jednej nocy (ang. The Arabian Nights)

## Urodzili się
- 9 stycznia – Tadeusz Nalepiński, polski poeta, nowelista, dramatopisarz i krytyk literacki (zm. 1918)
- 17 stycznia – Emmy Hennings, niemiecka pisarka, poetka, dadaistka (zm. 1948)
- 7 lutego – Sinclair Lewis, amerykański pisarz (zm. 1951)
- 16 lutego – Maria Jehanne Wielopolska, polska pisarka, publicystka i krytyk literacki (zm. 1940)
- 18 lutego – Nikos Kazandzakis, grecki powieściopisarz, poeta, dramaturg, tłumacz i myśliciel (zm. 1957)
- 24 lutego – Stanisław Ignacy Witkiewicz, polski pisarz, filozof, teoretyk sztuki (zm. 1939)
- 25 marca – Mateiu Ion Caragiale, rumuński prozaik i poeta (zm. 1936)
- 29 marca – Dezső Kosztolányi, węgierski pisarz, poeta, dziennikarz i tłumacz (zm. 1936)
- 17 kwietnia – Karen Blixen, duńska pisarka
- 26 kwietnia – Carl Einstein, niemiecki pisarz i badacz historii literatury (zm. 1940)
- 29 kwietnia – Egon Erwin Kisch, czeski pisarz tworzący w języku niemieckim (zm. 1948)
- 30 kwietnia – DuBose Heyward, amerykański pisarz, poeta i dramaturg (zm. 1940)
- 10 maja – Fritz von Unruh, niemiecki pisarz, dramaturg i poeta (zm. 1970)
- 20 lipca – Herman Wildenvey, norweski poeta i tłumacz (zm. 1959)
- 1 sierpnia – Eustachy Czekalski, polski pisarz i tłumacz (zm. 1970)
- 17 sierpnia – Kurt Hiller, niemiecki eseista żydowskiego pochodzenia (zm. 1972)
- 26 sierpnia – Jules Romains, francuski pisarz, dramaturg, nowelista (zm. 1972)
- 27 sierpnia – Piotr Choynowski, polski prozaik i tłumacz (zm. 1935)
- 7 września – Elinor Wylie, amerykańska poetka i powieściopisarka (zm. 1928)
- 11 września – David Herbert Lawrence angielski poeta i prozaik (zm. 1930)
- 17 września – Michał Asanka-Japołł, polski literat, publicysta i pedagog (zm. 1953)
- 11 października – François Mauriac, francuski pisarz (zm. 1970)
- 30 października – Ezra Pound, amerykański poeta i eseista (zm. 1972)
- 9 listopada – Wielimir Chlebnikow, rosyjski poeta i prozaik (zm. 1922)
- 27 listopada – Liviu Rebreanu, rumuński powieściopisarz (zm. 1944)
- 18 grudnia – Stanisław Wasylewski, polski dziennikarz, eseista, krytyk literacki, tłumacz (zm. 1953)
- 19 grudnia – Frank Stuart Flint, angielski poeta, tłumacz i krytyk literacki (zm. 1960)

Data dzienna nieznana:
- Rachela Fajgenberg, żydowska pisarka tworząca w językach jidysz i hebrajskim (zm. 1972)
- Sara Rejzen, żydowska poetka, pisarka i tłumaczka (zm. 1974)

## Zmarli
- 1 lutego – Perec Smolenskin, żydowski pisarz i myśliciel tworzący w języku hebrajskim (ur. 1842)
- 22 maja – Victor Hugo, pisarz i poeta francuski (ur. 1802)
- 15 lipca – Rosalía de Castro, hiszpańska (galicyjska) poetka (ur. 1837)